# كيس رمل

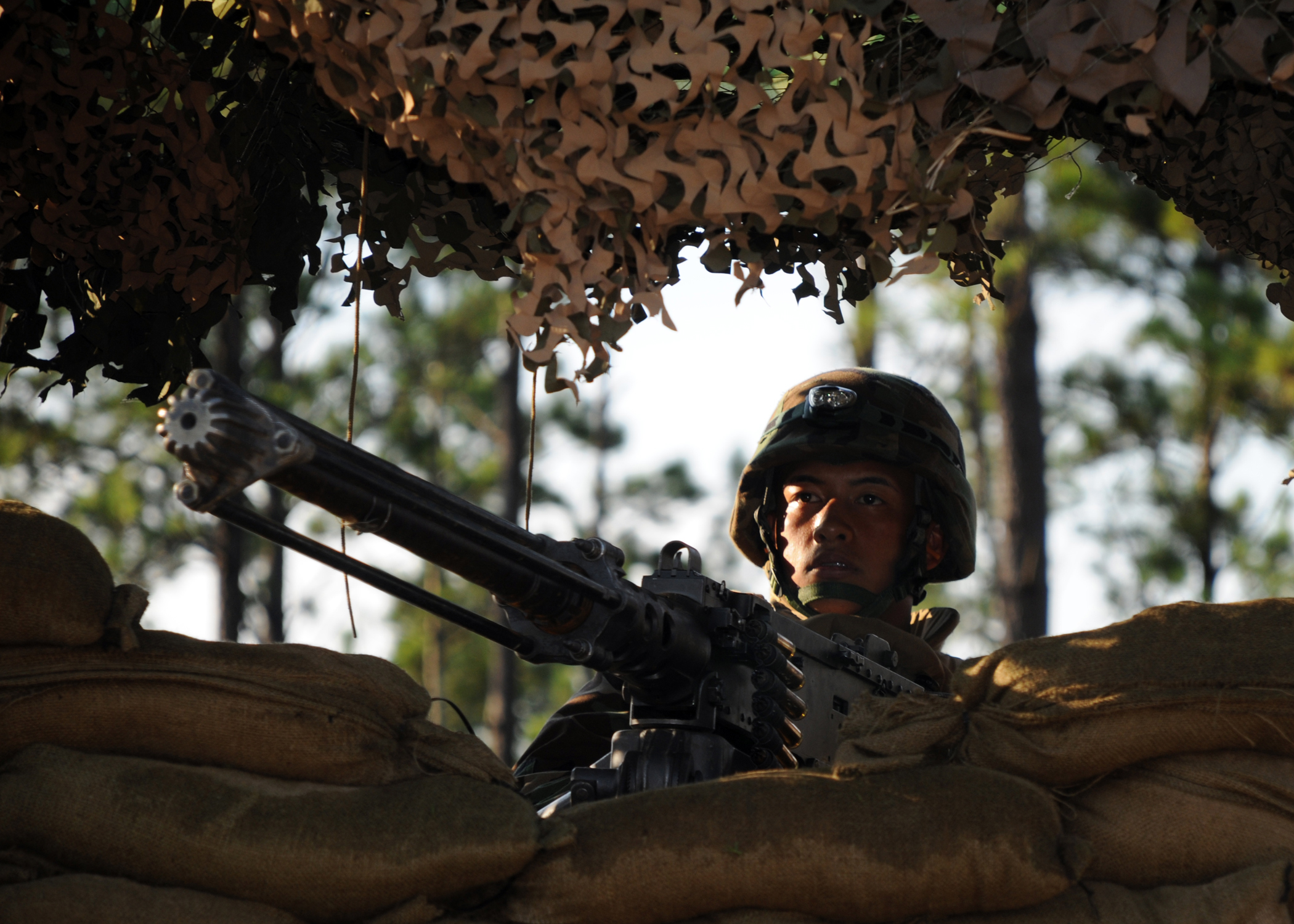
أكياس رملية.

كيس الرمل هو كيس غالبًا ما يكون مصنوع من الخيش، أو من البولي بروبيلين أو غيرها من المواد، ويتم ملؤه بالرمل أو التراب ويوضع مع أكياس أخرى لصنع ما يشبه حائط الطوب لصد العدو عموماً ويستخدم أيضاً للسيطرة على الفيضانات أو صنع التحصينات العسكرية، وأيضاً حماية المباني الهامة والسكنية في المناطق الحربية وتجمعات الجنود والثكنات، وصنع الصوابير (أي الأحمال) لحفظ الموازنة.
المزايا هي أن الخيش والرمل غير مكلفين، ومن الممكن إحضار الأكياس فارغة من المصدر المحلي ومن ثم يتم ملئها بالرمل أو بالتربة محلياً.

## الاستخدامات
- استعمال الأكياس الرملية كسد مائي إذا تزايد خطر الفيضان.
- استعمالها في تشييد أبنية تتميز باستدامتها بيئيًا وتكلفتها المنخفضة.
- استعمالها في التحصينات الميدانية العسكرية.
- استعمالها كصوابير (أحمال) في المناطيد الغازية.

## دور الأكياس الرملية فيفيضانات تايلاندعام2011م
استعملت تايلاند الأكياس الرملية الكبيرة لإبعاد الفيضان عن المنشآت الحيوية والمباني السكنية.